# Gununganyar (Tapen)
Gununganyar is een bestuurslaag in het regentschap Bondowoso van de provincie Oost-Java, Indonesië. Gununganyar telt 4141 inwoners (volkstelling 2010).